# Ерл Парк (Индијана)
Ерл Парк (енгл. Earl Park) град је у америчкој савезној држави Индијана.

## Демографија
По попису из 2010. године број становника је 348, што је 137 (-28,2%) становника мање него 2000. године.
| Група             | 2000.       | 2010.       |
| Белци             | 479 (98,8%) | 338 (97,1%) |
| Афроамериканци    | 1 (0,2%)    | 0 (0,0%)    |
| Азијати           | 0 (0,0%)    | 0 (0,0%)    |
| Хиспаноамериканци | 5 (1,0%)    | 9 (2,6%)    |
| Укупно            | 485         | 348         |